# Aufstehn
Aufstehn är ett minialbum av det tyska reggae/dancehall bandet Seeed. Den släpptes 22 augusti 2005.

## Låtlista
1. Aufstehn!
2. Stand Up
3. Rudeboy
4. Fire In The Morning (Live @ Rock am Ring 2004) (Video)
5. Do Your Thing (Live @ Rock am Ring 2004) (Video)